# Sosígenes
Sosígenes de Alexandria foi citado por Plínio, o Velho, como sendo o astrónomo consultado por Júlio César aquando da concepção do calendário Juliano. Pouco se sabe sobre este astrónomo para além de duas referências na Naturalis Historia de Plínio.